# Liste des évêques de Mondovi
Cette liste recense les évêques qui se sont succédé sur le siège du diocèse de Mondovi.

## Évêques
- Damiano Zavaglia, O.P (1388-?)
- Tommaso (1400-1403), nommé évêque de Lipari
- Giovanni de Soglio, O.F.M (1403-1413)
- Franceschino Fauzone (1413-1424)
- Giacomo de Ayresta, O.S.B (1425-?)
- Guido Ripa, C.R.S.A (1429-1429)
- Perceval de La Baume (1429-1438), nommé évêque de Belley
- Aimerico Segaudi, C.R.S.A (1438-1470)
  - Jean Michel (de) (Jean di Michaëlis) (1466-1466), , chancelier de Savoie, évêque de Lausanne (évêque élu)
- Antonio Fieschi (1470-1484)
- Antoine Champion (1484-1490), chancelier de Savoie, nommé évêque de Genève
- Gerolamo Calagrano (1490-1497)
- Amédée de Romagnan (Amedeo di Romagnano) (1497-1509), chancelier de Savoie
- Carlo Roero (1509-1512)
- Lorenzo Fieschi (1512-1519)
- Ottobono Fieschi (1519-1522)
  - Urbain de Miolans (1523-1523) (évêque élu)
- Charles de Seyssel-La Chambre (en italien Carlo de Camera) (1523-1550)
- Bartolomeo Pipero (1551-1559)
- Antonio Michele Ghislieri, O.P (1560-1566), élu pape sous le nom de Pie V
- Vincenzo Lauro (1566-1587)
- Felice Bertodano (1587-1587)
- Giannantonio Castruccio (1590-1602)
- Carlo Argentero (1603-1630)
- Carlo Antonio Ripa (1632-1641)
- Maurizio Solaro (1642-1655)
- Michele Beggiamo (1656-1662), nommé archevêque de Turin
- Giacinto Solaro di Moretta (1663-1667)
- Domenico Truchi (1667-1697)
- Giambattista Isnardi (1697-1732)
  - Siège vacant (1732-1741)
- Carlo Felice Sammartino (1741-1753)
- Michele Casati (1754-1782)
- Giuseppe Anton Maria Corte (1783-1800)
  - Siège vacant (1800-1805)
- Giovanni Battista Pio Vitale (1805-1821)
  - Siège vacant (1821-1824)
- Francesco Gaetano Bullione di Monale (1824-1842)
- Giovanni Tommaso Ghilardi, O.P (1842-1873)
- Placido Pozzi (1873-1897)
- Giovanni Battista Ressia (1897-1932)
- Sebastiano Briacca (1932-1963)
- Carlo Maccari (1963-1968), nommé archevêque d'Ancône et Numana
- Francesco Brustia (1970-1975)
- Massimo Giustetti (1975-1986), nommé évêque de Bielle
- Enrico Masseroni (1987-1996), nommé archevêque de Verceil
- Luciano Pacomio (1996-2017)
- Egidio Miragoli (2017-  )